# Сола, Давид де Аарон де
Давид де Аарон де Сола (англ. David de Aaron de Sola, ивр. דוד אהרן די סולה‎; 1796, Амстердам, Нидерланды — 1860, Лондон, Великобритания) — раввин и писатель из еврейского рода Де Сола.

## Биография
Сын Аарона де Солы. В 1818 году был избран одним из раввинов лондонской общины Bevis Marks. В 1831 году им была произнесена первая речь на английском языке (речи его впоследствии были опубликованы маамадом). В 1829 году вышло первое его произведение «The Blessings», a в 1836 году его шеститомное «Translation of the forms of Prayer according to the custom of the Spanish and Portuguese Jews» (2-е изд., 1852). Другие работы: «The proper names in Scripture» (1837), «Moses the Prophet, Moses Maimonides and Moses Mendelssohn» (1837) и «Notes of Basnage and Milman’s History of the Jews» (1838). В 1839 году он сообща с Моррисом Яковом Рафаллом перевёл 18 трактатов Мишны; рукопись попала в руки одного члена Burton Street Synagogue, опубликовавшего её в 1842 году с предисловием анонимного автора, представителя совершенно противоположного Соле и Рафаллу направления. В 1857 году де Сола опубликовал «The ancient melodies of the Spanish and Portuguese Jews», содержащий исторический очерк еврейской поэзии, поэтов и мелодий сефардской литургии. В составлении мелодий ему помогал Эм. Агиляр. Сола выпустил ряд сочинений на других языках; например, биографию Эфраима Луццато и ряда английских евреев (на немецком языке) и биографию Исаака-Самуила Реджо (на нидерландском языке, впоследствии появился и английский перевод). Сола состоял сотрудником «Allgemeine Zeitung des Judentums», «Orient» и других органов. Писал также на еврейском языке.